# Бортино
Бо́ртино (рос. Бортино) — присілок у складі Підосиновського району Кіровської області, Росія. Входить до складу Демьяновського міського поселення.
Населення становить 1 особа (2010, 11 у 2002).
Національний склад станом на 2002 рік — росіяни 100 %.